# Lipomyces yamadae
Lipomyces yamadae är en svampart som beskrevs av Van der Walt & M.T. Sm. 1999. Lipomyces yamadae ingår i släktet Lipomyces och familjen Lipomycetaceae.   Inga underarter finns listade i Catalogue of Life.